# Шварц, Григорий Ильич
Григорий Ильич Шварц (16 марта 1924 года, Саратов — 6 ноября 2010 года, там же) — советский и российский тренер по фехтованию, заслуженный тренер РСФСР (1960) и заслуженный тренер СССР (1964).

## Биография
Родился в многодетной семье еврейского сапожника. Серьёзно начал заниматься фехтованием с 1940 года у тренера Н.Акимова, бывшего офицера царской армии.
В 1942 году окончил Саратовский техникум физкультуры и был призван в РККА.
Участник Великой Отечественной войны, обороны Кавказа, битвы на Курской дуге (1942—1944). Сержант 295-го стрелкового полка. Награждён орденом Отечественной войны II степени и несколькими медалями.
Завоевал четвёртое место в чемпионате РСФСР 1954 года по фехтованию. В 1958 году окончил Московский институт физкультуры.
Организатор и первый директор саратовской детско-юношеской спортивной школы фехтования (ныне специализированная детско-юношеская школа олимпийского резерва по фехтованию). Подготовил и воспитал победителей и призёров различных соревнований (в основном по фехтованию на рапире), олимпийских чемпионов и заслуженных мастеров спорта Юрия Сисикина, Валентину Прудскову, Юрия Шарова, мастера спорта международного класса Евгения Нефёдова, а также около 40 мастеров спорта по фехтованию, среди них сын Юрий и старший внук Николай.
Судья всесоюзной категории (1960), был судьёй на крупнейших турнирах, в том числе на Олимпиаде-80 в Москве.
В 2002 году в честь Григория Ильича Шварца в Саратове впервые прошёл турнир на кубок его имени. С тех пор он проходит ежегодно.
16 марта 2011 года, на доме, в котором жил тренер, была установлена мемориальная доска.

### Семья
Жена — Нила Степановна Шварц, урожденная Кулаенко, родилась и выросла в Харькове. Во время войны семья жены была эвакуирована в Казахстан, где Нила Кулаенко работала в колхозе, потом в геологической партии. В 1945 году вернулась в освобожденную Украину и в Станиславе помогала в организации переселения поляков на свою родину в Польшу. Поженились 8 ноября 1945 года.